# Heinz von Moisy
Heinz von Moisy geboren als Heinrich Gandenberger von Moisy (11 mei 1935 – Tübingen, 3 mei 2017) was een Duitse jazzdrummer en componist.

## Biografie
Moisy kreeg in 1951 voor het eerst drumles, vier jaar later ging hij aan de slag als professioneel muzikant. Eind jaren vijftig was hij lid van het kwintet van Michael Naura, waarmee hij ook platen opnam.
In 1961 studeerde hij bij Alan Dawson aan Berklee School of Music in Boston. Hij bleef tot 1964 in de Verenigde Staten. Terug in Duitsland werkte hij in Berlijn als muzikant. Hij werkte voor Drafi Deutscher en Olivia Molina, maakte theatermuziek en schreef een hoofdstuk voor het Große Buch der Schlagzeug-Praxis. Hij speelde mee op opnames van het Ars Nova Ensemble Nürnberg en van Lucky Thompson.
In 1979 verhuisde hij naar Tübingen, waar hij onder meer les gaf op de muziekschool. Hij leidde zestien jaar de Internationalen Tübinger Perkussionstage. Hij was lid van het International Jazz Trio van Karol Szymanowski. Ook was hij enige tijd actief in de Percussive Arts Society.
In 1977 kwam hij met het album Irisation. Tevens componeerde hij.